# Stenomeris borneensis
Stenomeris borneensis là một loài thực vật có hoa trong họ Dioscoreaceae. Loài này được Oliv. miêu tả khoa học đầu tiên năm 1894.